# Stadtbahnwagen

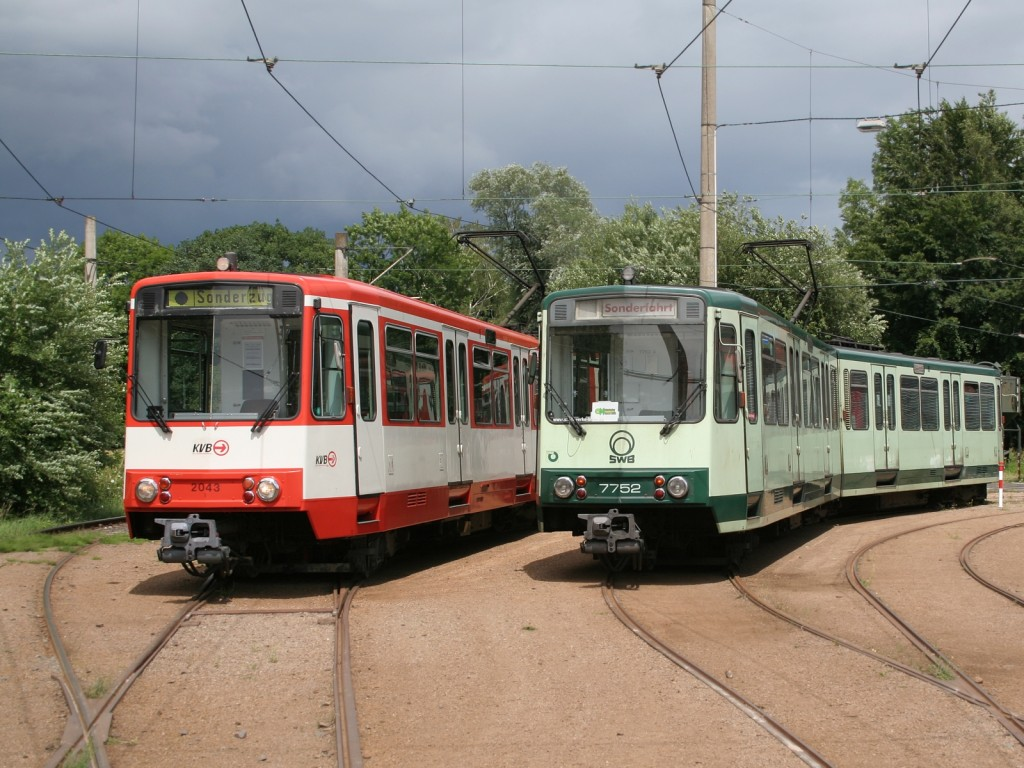
Stadtbahnwagen B
links: Kölner Verkehrs-Betriebe
rechts: Stadtwerke Bonn

De Stadtbahnwagen is een lightrailvoertuig dat rond 1970 in Duitsland ontwikkeld werd voor Stadtbahnnetwerken. Het was het eerste voertuig dat zowel als tram, sneltram, metro en stoptrein kon functioneren. Alle uitvoeringen van de 'Stadtbahnwagen B' zijn geschikt voor normaalspoor.

## Ontwikkeling
Aan het eind van de jaren 1960 besloot men in de Duitse deelstaat Nordrhein-Westfalen alle tramnetwerken samen te voegen als een  'Stadtbahnnetwerk'. Dit vooral met het oog op de dicht bij elkaar liggende steden in het Ruhrgebied. Een apart netwerk kwam er voor de steden Keulen en Bonn die een eigen regio in het Rijnland vormen. Vooral voor de stedelijke stoptreinen Rheinuferbahn, Vorgebirgsbahn en Querbahn (KBE) tussen Keulen en Bonn, moest een voertuig worden ontwikkeld dat ook als trein kon functioneren.

## Stadtbahnwagen A
Men wilde een zelfde voertuig voor alle steden in de deelstaat Nordrhein-Westfalen, dit moest de 'Stadtbahnwagen' worden. Tegen de tijd dat dit voertuig ontwikkeld was, lagen er in de metro van Keulen twee tunnels die voor de ontworpen Stadtbahnwagen niet geschikt waren, onder meer vanwege de nauwe bochten. Daarop werd het voertuig omgedoopt in 'Stadtbahnwagen A' die vervolgens nooit gebouwd werd. Wel werd voor de Stadtbahn van Stuttgart op basis van dit formaat een serie voertuigen ontwikkeld; deze wordt 'DT8' genoemd.

## Stadtbahnwagen B

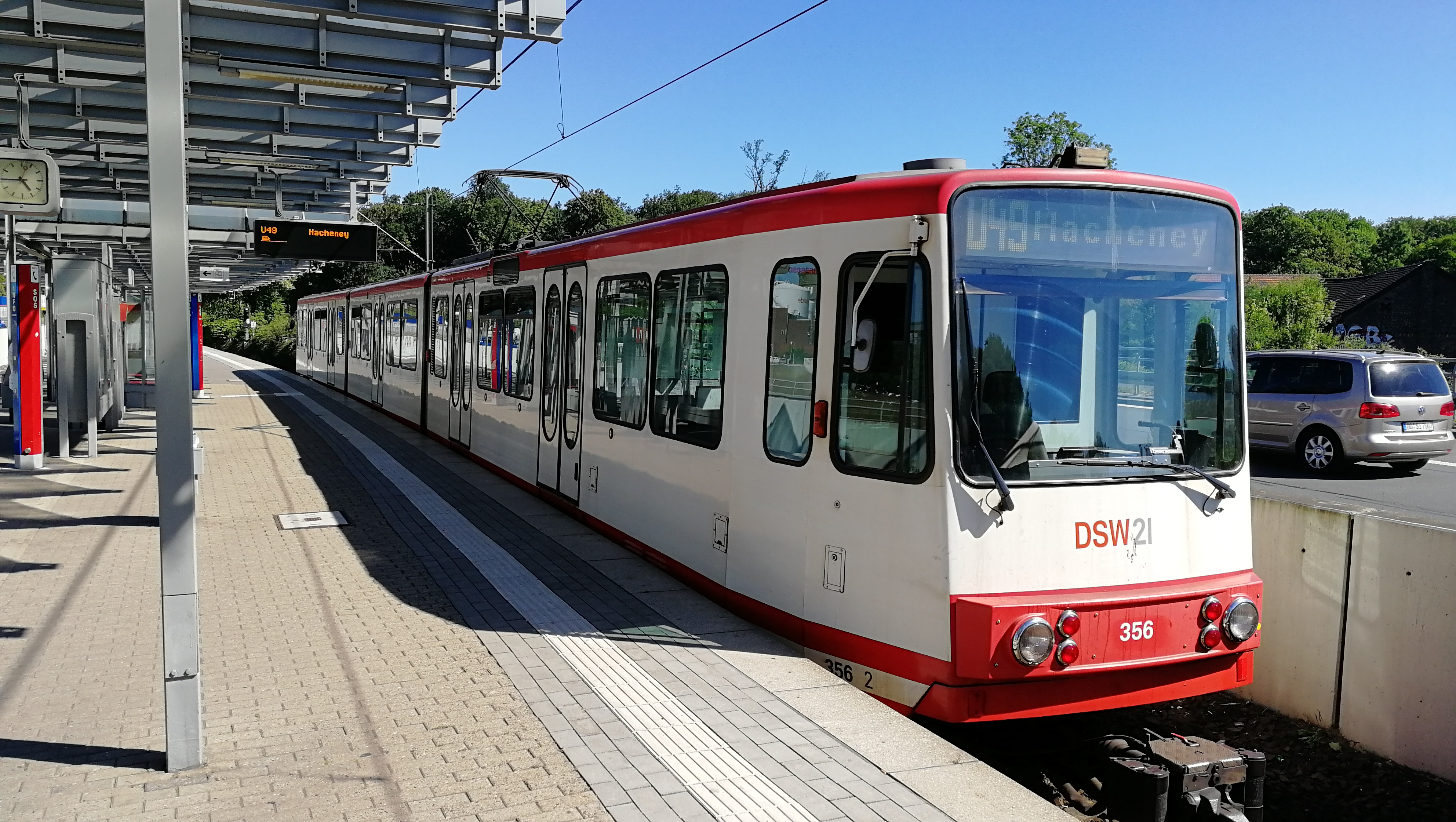
Een speciale driedelige Stadtbahnwagen B voor Dortmund.

Men besloot voor Keulen en daarmee ook voor Bonn een voertuig op maat te maken, dat vervolgens ook de trajecten in de andere steden aan zou kunnen. Dit werd de 'Stadtbahnwagen B'. In 1973 werden drie prototypes van de 'Stadtbahnwagen B' gebouwd en geleverd: 2 aan Keulen en 1 aan Bonn. Vervolgens werd dit voertuig in serie geproduceerd en geleverd aan:
- Keulen: ca. 100
- Bonn: ca. 30
- Essen/Mülheim an der Ruhr: ca. 30
- Düsseldorf/Neuss: 104[1]
- Dortmund: 64 (+13)
- Bochum: 25

Later ook variaties naar: Mexico-Stad, Monterrey, Guadalajara, Lausanne, Londen (DLR), Newcastle, Pittsburgh, St. Louis, Ankara, Bursa. Oudere voertuigen uit de eerste serie in Keulen zijn in 2007 verkocht aan Istanboel, oude voertuigen uit Bonn gingen naar Dortmund.

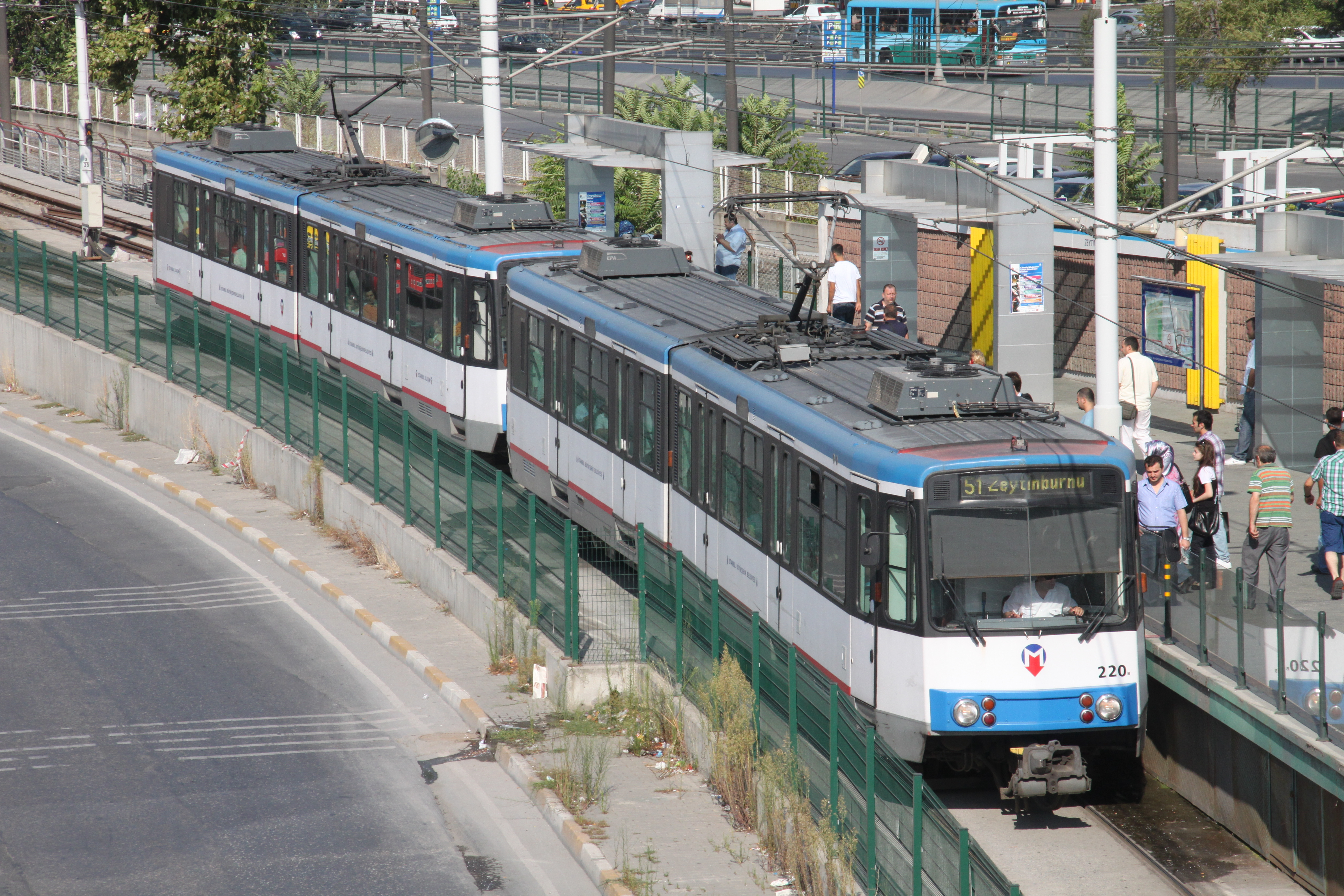
Een voormalige Keulse Stadtbahnwagen B in Istanboel

| Technische gegevens Stadtbahnwagen B (uitvoering Keulen) | Technische gegevens Stadtbahnwagen B (uitvoering Keulen)                                  | Technische gegevens Stadtbahnwagen B (uitvoering Keulen)                                  | Technische gegevens Stadtbahnwagen B (uitvoering Keulen)                                  |
| -------------------------------------------------------- | ----------------------------------------------------------------------------------------- | ----------------------------------------------------------------------------------------- | ----------------------------------------------------------------------------------------- |
|                                                          |                                                                                           |                                                                                           |                                                                                           |
| Type:                                                    | Motorrijtuig geleed 6-assig, tweerichtings sneltram/metro/stoptrein met vlakke hoge vloer | Motorrijtuig geleed 6-assig, tweerichtings sneltram/metro/stoptrein met vlakke hoge vloer | Motorrijtuig geleed 6-assig, tweerichtings sneltram/metro/stoptrein met vlakke hoge vloer |
| Fabrikant:                                               | DUEWAG, Siemens, Kiepe                                                                    | DUEWAG, Siemens, Kiepe                                                                    | DUEWAG, Siemens, Kiepe                                                                    |
| Aantal (totaal):                                         | ca. 500                                                                                   | Aantal deuren per zijde:                                                                  | 4x dubbel (1e generatie + 2x enkel)                                                       |
| Tractie:                                                 | 1, 2, 3                                                                                   | Maximumsnelheid:                                                                          | 100 km/h (100 Keulen, 80 Ruhrgebied)                                                      |
| Lengte over de koppelingen:                              | 28,00 m en 38,00 m (B80C/8)                                                               | Aflevering:                                                                               | 1973 – 1976, variaties tot 1999                                                           |
| Lengte rijtuigbak:                                       | 26,90 m - 36,90 m                                                                         | Zitplaatsen totaal:                                                                       | 72 – 76                                                                                   |
| Hoogte:                                                  | 3,37 m                                                                                    | Staanplaatsen:                                                                            | 111 – 112                                                                                 |
| Stahoogte binnen:                                        | 2,25 m                                                                                    | Spoorwijdte:                                                                              | 1.435 mm (normaalspoor)                                                                   |
| Breedte:                                                 | 2,65 m                                                                                    | Voeding:                                                                                  | 750 V gelijkstroom                                                                        |
| Gewicht:                                                 | 39 ton                                                                                    | Vermogen:                                                                                 | 2 x 235 kW = 470 kW                                                                       |
| Vloerhoogte:                                             | 1,00 m                                                                                    | Kleuren:                                                                                  | bijv. Keulen: rood/wit, Bonn: groen                                                       |

### Levensduur
De vervoersbedrijven van Keulen en van Bonn begonnen in 2009 de resterende voertuigen op te knappen om ze nog 20 tot 25 jaar te kunnen gebruiken. Vanaf ongeveer 2015 zijn er plannen om voertuigen te vervangen. Zo heeft men voor Essen in 2021 en voor Bonn en omgeving in 2022 nieuwe voertuigen besteld bij CAF. In Düsseldorf heeft men zelf twee typen besteld als opvolger van de Stadtbahnwagen B: de Bombardier Flexity Swift HF6 en de Avenio HF.

### Betekenis voor Nederland
De Stadtbahnwagen B en ook het idee voor een Stadtbahnsysteem zijn lange tijd voorbeeld geweest voor het project Randstad Rail. Met name de Keulse lijnen 16 (Rheinuferbahn) en 18 (Vorgebirgsbahn) en ook het project in Karlsruhe. Soortgelijke voertuigen rijden in Rotterdam en tot juli 2020 werden ze ook ingezet in en om Utrecht.

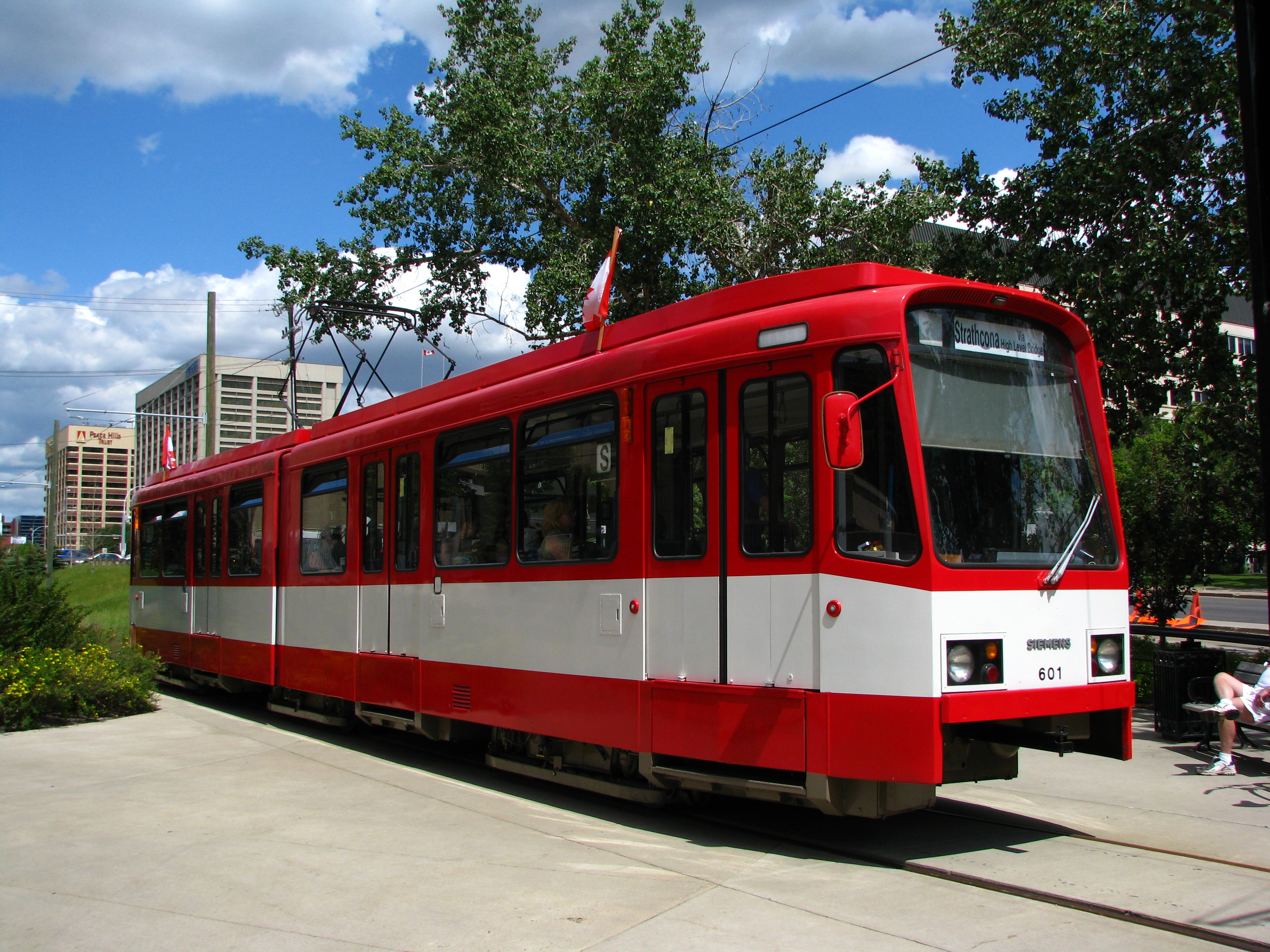
Prototype voor de Stadtbahn van Hannover.

## Overige typen
Naast het type B zijn ook nog het type U1 tot en met U5 (Frankfurt), TW6000 (Hannover) en de M6/8 (voor metersporige netten) ontwikkeld.